# 拉维拉韦利亚
拉维拉韦利亚，是西班牙瓦伦西亚自治区卡斯特利翁省的一个市镇。总面积6平方公里，总人口3363人（2001年），人口密度561人/平方公里。